# Betonelementprisen
Betonelement-Prisen uddeles af Betonelement-Foreningen til en god og innovativ anvendelse af betonelementer i byggeri og arkitektur. Den blev stiftet i 1978.
Med Betonelement-Prisen følger 75.000 kroner, en plakette til bygherren til indmuring samt en indrammet kopi af plaketten til arkitekten.

## Prismodtagere
- 1978: Bebyggelsen Gadekæret, Ishøj. Arkitekt: Knud Ejvind Rasmussen.
- 1979: Eremitageparken, Lyngby. Arkitekt: Erik Korshagen og Jørgen Juul Møller.
- 1980: Roskilde Amtsgård. Arkitekt: Knud Munk.
- 1981: Forenede Bryggerier, Fredericia. Arkitekt: Steen Højby Rasmussen.
- 1982: Københavns Amtssygehus, Herlev. Arkitekt: Bornebusch, Brüel og Selchau (Gehrdt Bornebusch, Max Brüel og Jørgen Selchau).
- 1983: Dako A/S, Glostrup. Arkitekt: Jørn Langvad og Søren D. Schmidt.
- 1985: Amtsgymnasium i Sønderborg. Arkitekt: A5 Tegnestuen.
- 1986: Melsen Tryk, Aalborg. Arkitekt: Hans Dall og Torben Lindhardtsen.
- 1987: Paustians Hus. Arkitekt: Kim, Jan og Jørn Utzon.
- 1989: Finger B, Københavns Lufthavn og Unicon Betonelementfabrik, Roskilde. Arkitekt: KHRAS ved Knud Holscher og Svend Axelsson
- 1990: Boligbebyggelsen Engen i Rødovre. Arkitekt: Arkitektgruppen Aarhus.
- 1992: Retsbygning i Holstebro. Arkitekt: 3 x Nielsen.
- 1994: Sophienberg Slot i Rungsted. Arkitekt: Ib og Jørgen Rasmussen.
- 1995: Horsens Kraftvarmeværk. Arkitekt: Boje Lundgaard og Lene Tranberg.
- 1996: Arken Museum for Moderne Kunst. Arkitekt: Søren Robert Lund.
- 1997: Orangeri i Fredensborg Slotspark. Arkitekt: Søren D. Schmidt.
- 1998: Auditorie- og udstillingsbygning til Arkitektskolen i Aarhus. Arkitekt: Kjær & Richter
- 2000: Odense Universitet, Det Sundhedsvidenskabelige Fakultet. Arkitekt: CUBO
- 2002: CCI Europe A/S. Arkitekt: Arkitektgruppen Aarhus.
- 2004: Rosendahl, HTS og Dunkers Kulturhus, Helsingborg. Arkitekt: Kim Utzon Arkitekter.
- 2007: Tietgenkollegiet. Arkitekt: Lundgaard & Tranberg.
- 2009: Boligbebyggelsen Emaljehaven i København. Arkitekter: Creo Arkitekter A/S og Entasis
- 2011: Boligbebyggelsen VM Bjerget på Amager. Arkitekter: Bjarke Ingels og arkitektfirmaet BIG (Bjarke Ingels Group)
- 2013: Plejehjemmet Enghuset på Nordjylland. Arkitekt: Kim Flensborg i Arkitektfirmaet Nord A/S
- 2015: Byggeriet Henius House i Aalborg. Arkitekt Klaus Toustrup i Arkitektfirmaet C.F. Møller[1]
- 2017: Frihavns Tårnet i Nordhavn, København. Praksis Arkitekter, Mette Tony og Mads Bjørn Hansen[2]